# Sampe Cita
Sampe Cita is een bestuurslaag in het regentschap Deli Serdang van de provincie Noord-Sumatra, Indonesië. Sampe Cita telt 2882 inwoners (volkstelling 2010).